# コジェーヌィクィ
コジェーヌィクィ（ウクライナ語：Коже́ники；意訳：「革師村」）は、ウクライナのキエフ州ビーラ・ツェールクヴァ地区にある村。ローシ川河岸に位置する。1645年に創建された。面積は約1.2km²（2005年）。人口は385人（2005年）。